# Chettouane Belaila
Chettouane Belaila (em árabe: شتوان بلايلة) é uma comuna localizada na província de Sidi Bel Abbès, Argélia. De acordo com o censo de 2008, a população total da cidade era de 5 210 habitantes.